# British Rail
British Rail (до 1968 року British Railways) — колишнє британське транспортне підприємство, головний залізничний перевізник у Великій Британії з кінця 40-х до 90-х років ХХ сторіччя.
Підприємство виникло внаслідок націоналізації 1948 року чотирьох британських залізничних компаній, відомих як «Велика четвірка»: Великої західної залізниці (англ. Great Western Railway), Залізниці Лондона, Середньої Англії та Шотландії (англ. London, Midland and Scottish Railway), Лондонської та Північно-Східної залізниці (англ. London and North Eastern Railway) та Південної залізниці (англ. Southern Railway).
Спочатку Британськими залізницями керувала Британська транспортна комісія (англ. British Transport Commission), а 1962 року її роль перейшла до Британського управління залізниць (англ. British Railways Board), яке також управляло поромними переправами Sealink і мережею готелів.
Починаючи з 1950-х років, британські залізниці охопив процес модернізації. Паровози поступово замінювали тепловозами, проводили електрифікацію і реконструкцію залізничної мережі та застосовували нову залізничну сигналізацію. Водночас British Rail зосередила свою діяльність на вантажних перевезеннях, ліквідувавши в 1960-х роках майже третину всіх пасажирських сполучень у рамках проєкту Beeching Axe..
У 1994—1997 роках державну залізничну компанію приватизували. Переважну більшість залізничної інфраструктури було передано новоствореній державній компанії Railtrack, а місце British Rail зайняли 25 незалежних перевізників.